# Ingenieurhochschule für Seefahrt Warnemünde/Wustrow
An der Ingenieurhochschule für Seefahrt Warnemünde/Wustrow (IHS) wurden Nautische Offiziere für die Handelsschifffahrt der DDR und für die Hochseefischerei der DDR sowie Technische Offiziere für Schiffsbetriebstechnik, Schiffselektronik und Nachrichtendienst ausgebildet. Darüber hinaus gab es in Warnemünde eine Sektion Schiffbautechnologie für die Ausbildung von Ingenieuren in der DDR-Schiffbauindustrie sowie die Sektion Grundlagenausbildung in Wustrow.

## Geschichte

Logo der Hochschule für Seefahrt Warnemünde-Wustrow

Die Ingenieurhochschule für Seefahrt Warnemünde/Wustrow wurde 1969 durch Zusammenschluss der 1846 gegründeten Seefahrtschule Wustrow in Wustrow (Fischland) und der Ingenieurschule für Schiffstechnik Warnemünde in Rostock-Warnemünde gebildet. Die als Großherzoglich Mecklenburgische Navigationsschule gegründete Seefahrtschule Wustrow war die älteste Seefahrtschule Deutschlands. Sie wurde 1916 in Seefahrtschule Wustrow umbenannt.
Ein Teil der Wustrower Ausbildung wurde 1954 von der Warnemünder Ingenieurschule für Schiffbautechnik übernommen. Mit Gründung der Ingenieurschule für Seefahrt Warnemünde/Wustrow im Jahr 1969 kam es zur Vereinigung beider Einrichtungen. 1989 erfolgte eine Umbenennung zur Hochschule für Seefahrt Warnemünde-Wustrow.
Etwa 50 Praktikanten der IHS Warnemünde/Wustrow zählten 1973 zu einer insgesamt 257 Personen umfassenden Schiffsbesatzung des kombinierten Fracht- und Ausbildungsschiffes J.G.Fichte, die auf dem Weg von Rostock über Kap Verde und Montevideo nach Chile die Magellanstraße passierte, von dem Militärputsch in Chile 1973 überrascht wurde und im November 1973 wieder den Heimathafen Rostock erreichte.
Die Ausbildung erfolgte in den Sektionen Schiffsführung, Schiffselektronik/Nachrichtendienst, Schiffbetriebstechnik und Schiffbautechnologie, ab 1986 auch Seewirtschaft. Die schrittweise Ausgestaltung erfolgte ab 1972 mit dem Erhalt des Diplomrechts. 1980 erhielt die Hochschule das Promotionsrecht für den akademischen Grad des Doktoringenieurs. Konkretes Ziel für den Einsatz in der Berufsschifffahrt war neben dem akademischen Abschluss die Erlangung des Befähigungszeugnis (Schifffahrt) für die Nautischen Offiziere in der Handelsschifffahrt (A-Patente) A5 und A6, für die Nautischen Offiziere in der Hochseefischerei (B-Patente) B5 und B6, für die Technischen Offiziere (C-Patente) C5 und C6 sowie für Funkoffiziere in den Kategorien F II und F I.
Das Ausbildungsschiff Störtebeker der Ingenieurhochschule für Seefahrt Warnemünde/Wustrow bzw. Universität Rostock, Rufzeichen: Y3CS, ex. ROS 224 Görlitz des ehemaligen Fischkombinat Rostock, Bj. 1961, Peene-Werft Wolgast, Schiffstyp: Seiten-Trawler mit Eisklasse und „father and son drive“, LR Number 5133802 im Register of Ships 1994–95 von Lloyd’s Register diente als hochschuleigenes Schulschiff im Rahmen der nautischen und technischen Studiengänge der bordpraktischen Ausbildung im jeweils zu absolvierenden mehrtägigen Seepraktikum, bevor die Studenten anschließend mehrere Wochen an Bord eines Schiffes den Wachbetrieb und die Bordpraxis im Ingenieurpraktikum entsprechend Aufgabenstellung absolvierten und zu ihrer Hauptprüfung zugelassen werden konnten.
Die IHS Warnemünde/Wustrow unterhielt Kontakte mit Institutionen und Praxispartnern der Seewirtschaft seinerzeit in Leningrad, Odessa, Szczecin, Gdynia und auch vertragliche Verbindungen zum Paton-Institut in Kiew, einem Industriebau-Kombinat in Sofia, zur Universität Basra und der Arab Maritime Transport Academy in Alexandria. Darüber hinaus gab es eine kontinuierliche Zusammenarbeit mit der World Maritime University. International ausgerichtete Bildungsinhalte vermittelte die IHS Warnemünde/Wustrow entsprechend ihren Studiengängen auch zum geltenden Seevölkerrecht, bemühte sich insbesondere um die Einhaltung des international gültigen STCW-Übereinkommens und der International Convention for the Safety of Life at Sea (SOLAS) und orientierte sich an jeweils erkennbaren aktuellen Entwicklungen der Rechtsetzungstätigkeit der maritimen UNO-Sonderorganisation „IMCO“, welcher die DDR seit 1973 zwecks internationaler Rechtsvereinheitlichung angehörte.
Spuren der gesellschaftlichen Wendezeit 1988/1989 mit dem Ruf nach Reformen in der DDR wurden in der von der IHS Warnemünde-Wustrow herausgegebenen Zeitschrift Navigator auch mit Namen aus der Studentenschaft und dem Lehrkörper in einigen wenigen Ausgaben als Zeitzeugnisse dokumentiert. Das Erscheinen der Zeitschrift Navigator wurde mit dem Ablauf des Jahres 1989 eingestellt.
Die Hochschule für Seefahrt wurde nach der Deutschen Wiedervereinigung im Jahr 1990 aufgelöst. Die Rechtsnachfolge der Hochschule übernahm die Universität Rostock. Das Archiv der Hochschule wird im Universitätsarchiv Rostock aufbewahrt, die Bibliotheksbestände in der Universitätsbibliothek Rostock. Der Hochschulteil Wustrow wurde 1992 nach einem Brand zum Ende des Sommersemesters geschlossen.
Die gesellschaftliche Umbruchphase wurde ca. 1990–1991 von der IHS Warnemünde/Wustrow bzw. Hochschule für Seefahrt für eine mögliche Anpassungsqualifikation arbeitslos gewordener Ingenieure durch ein entsprechendes weiterbildendes Studium „Betrieb Stationärer Kraftanlagen“ fachgerecht begleitet, um den Menschen in der Region neue berufliche Chancen im Bereich der Versorgungstechnik auf dem Wege der „Fortbildung für Ingenieure“ zu eröffnen.
Die Universität Rostock übernahm 1992 unter dem Rektorat von Gerhard Maeß die Ausbildung als Rechtsnachfolger der Ingenieurhochschule. Der Bereich Seefahrt wurde im selben Jahr als neuer Fachbereich zur Hochschule Wismar zugeordnet. 1992 ging die Ausbildung von Schiffsoffizieren trotz zu Ende zu führender universitärer Ausbildung und ohne Unterbrechung weiter und das Kultusministerium übertrug hierzu die Aufgabe eines Gründungsdekans der neuen Fachhochschule für Seefahrt in Warnemünde nunmehr als Außenstelle der FH Wismar an Dr.-Ing. Knud Benedict.

## Direktoren
- 1969–1972: Hermann Schneider
- 1972–1989: Eckard Moeck
- 1990: Jürgen Lüsch[15]

## Bekannte Lehrer (Auswahl)
- Sieghard Brandstäter, ordentlichen#r Professor für Fertigungsprozessgestaltung
- Gerhard Buchführer, Dozent für Gesellschaftswissenschaften, technologische Planung und Werftanlagen
- Rudolf Friedl, Dozent und Professor für Wärmetechnik und Strömungsmechanik
- Jörgen Haalck, ab 1973 Wissenschaftsbereichsleiter „Seerecht“
- Joachim Hahne, 1975–1992 Dozent und Professor Schiffssicherheit an der IHS / HfS
- Günter Hepper, ab 1979 Dozent für Seerecht
- Olof Klohr, Professor bis 1990
- Christine Lucyga, bis 1989 Lehrerin für Fremdsprachenunterricht
- Otto Neumeister, 1973 bis 1985 Dozent und Professor für Kolbenmaschinen, 1979 bis 1985 Direktor der Sektion Schiffsbetriebstechnik
- Max Oesau, ab 1972 Dozent für Seehandelsrecht, bis 1978 Wissenschaftsbereichsleiter Seerecht, 1978 bis 1982 Direktor der Sektion Schiffsführung, von 1978 bis 1991 Professor für Seehandelsrecht
- Ulrich Scharnow, Prorektor und Dozent
- Egbert Swensson, Forschungstätigkeit an der IHS

## Bekannte Schüler (Auswahl)
- Rolf Eggert
- Mathias Jonas
- Peter Krause
- Burkhard Lenz
- Artur Maul
- Andreas Mrosek
- Martin Sattelkau
- Thomas Stein